# Дейли, Денис
Денис Сент-Джордж Дейли (англ. Denis St. George Daly; 5 сентября 1862, Дансендл — 16 апреля 1942, Чиппинг Нортон) — британский игрок в поло, чемпион летних Олимпийских игр 1900.
На Играх 1900 Дейли входил в состав первой смешанной команды. Она сначала обыграла французскую сборную в четвертьфинале, ещё одну смешанную команду в полуфинале, и ещё одну в финале, получив золотые медали.